# Dolle Pier
Dolle Pier is een stalen achtbaan in het Nederlandse attractiepark DippieDoe. De achtbaan is van het model Family Coaster MX48 van de Italiaanse SBF Visa Group.

## Geschiedenis
De achtbaan werd op 30 maart 2018 geopend in Attractiepark DippieDoe. Gelijktijdig werden er nog zes andere attracties gebouwd in het uitbreidende park. De achtbaan staat op de plek waar sinds 2005 de achtbaan Zeeslang tot 2013 had gestaan in het buitengedeelte van het park.

## Technische gegevens
De achtbaantrein bestaat uit 6 wagons waarvan de voorste wagon eruitziet als een locomotief. De locomotief biedt plaats aan 1x2 personen en de andere 5 wagonnen aan 2x2 personen zodat er 22 personen in een volle trein passen.
De achtbaan is 138 meter lang, 3,8 meter hoog en een ritje duurt ongeveer 1 minuut. Het traject van de baan van het soort Wacky Worm/Big Apple.